# Krannert Art Museum
Krannert Art Museum − muzeum sztuki z siedzibą w Champaign w stanie Illinois.
W zbiorach znajdują się obrazy mistrzów europejskich, takich jak: Ugolino di Nerio, Bartolomé Esteban Murillo, Frans Hals, Giovanni Battista Tiepolo, François Boucher, Camille Pissarro, Gabriele Münter, Max Beckmann, Yves Tanguy.